# Bogogobo
Bogogobo är en ort (village) i distriktet Kgalagadi i sydvästra Botswana. 